# بيفرلي هيرلي
بيفرلي هيرلي (بالإنجليزية: Beverly Hurley)‏ هي سيدة أعمال بريطانية، ولدت في 1954.